# Villa Morosini (Mirano)
Villa Morosini, Monico detta "XXV Aprile" è una villa veneta di Mirano, in provincia di Venezia.
Di proprietà comunale, i suoi edifici sono oggi adibiti a spazi per attività culturali (la casa padronale ha ospitato la biblioteca civica sino al 2003). Il parco costituisce il giardino pubblico "XXV Aprile" ed è in continuità con quello della limitrofa villa Belvedere.

## Storia
Il complesso fu fatto erigere attorno alla metà del Seicento (risulta terminato nel 1661) dalla famiglia Giustinian, già proprietaria della vicina villa Piarotto sin dal Cinquecento. 
Dopo aver attraversato un periodo di lento degrado dovuto alla decadenza della casata, nel 1792 fu ereditato dai Morosini "dalla Sbarra" che provvedettero a un radicale restauro. Nella seconda metà dell'Ottocento divenne del marchese Paulucci delle Roncole e, all'inizio del secolo successivo, di Jacopo Monico.

## Descrizione
Villa Morosini è costituita dalla casa padronale e, poco più a nordovest, da una barchessa. Come dimostrato dalle carte dei catasti napoleonico e austriaco, in passato esisteva anche una seconda barchessa identica, che sorgeva a sudovest simmetricamente rispetto alla villa.
La casa padronale, il cui fronte principale è rivolto a est, verso la strada, ha linee neopalladiane. Il primo livello è rialzato da un basamento e il portale d'accesso è quindi accessibile tramite una grande scalinata che introduce direttamente al salone centrale. Il corpo centrale dell'edificio è più alto rispetto al resto del volume e si caratterizza per una loggia di colonne ioniche di ordine gigante che diventano pilastri alle estremità. La sopraelevazione è coronata da un grande timpano triangolare sormontato da statue secentesche attribuite ad Angelo Marinali.
Gli interni sono organizzati secondo il consueto schema veneziano, con il salone centrale affiancato da quattro locali più piccoli disposti simmetricamente. I soffitti erano un tempo ornati da affreschi.
Lo stile architettonico della barchessa si discosta da quello della casa padronale, risultando comunque in armonia con il contesto. Ha uno sviluppo orizzontale e simmetrico rispetto all'asse centrale, in corrispondenza del quale si trova un corpo sormontato da un timpano triangolare. Le aperture sono pure timpanate, alternativamente triangolari e curvilinei, così come la testata dell'edificio, coronata da un timpano sorretto da paraste pseudo-ioniche.
Il parco si estende su oltre tre ettari in cui sono disposte numerose statue a tema aulico risalenti all'Ottocento. Nello stesso si trova una vera da pozzo recante le iniziali dell'antico proprietario Francesco Morosini.